# Chomp Cadenas
El Chomp Cadenas, (Chain Chomp en inglés, ワンワン en japonés) es un enemigo común en el Reino Champiñón, un mundo ficticio de los videojuegos de la saga de Mario. La creación de este personaje fue inspirada por Shigeru Miyamoto, debido a que en su juventud vivía junto a una casa con un perro atado, y cada vez que lo quería morder por cruzar al jardín, se frustraba al estar atado por una cadena. Esto explica por qué está atado, por qué muerde y por qué ladra.

## Características
Los Chomp Cadenas son unos enemigos de gran tamaño. Están formados por una esfera con ojos, boca y dientes, y con una cadena que hace de cola (de ahí su nombre). Además, su aspecto y los sonidos que emite son muy similares a un perro común. Generalmente, son de color negro azulado, aunque también existen algunos grises, blancos, dorados (en Super Mario Sunshine, Super Mario RPG, Super Mario Odyssey, Paper Mario, Super Mario Galaxy) o rojos (Mario Party 7). Se destacan por atacar con fuerza a base de mordidas. Es común que se encuentren atados a una estaca de madera en el suelo, lanzándose hacia Mario cuando este se acerca.
Un Chomp es la mascota de Iggy Koopa, que siempre tiene un tamaño cambiante, ya que Kamek utiliza su magia para hacerlo.

## Apariciones

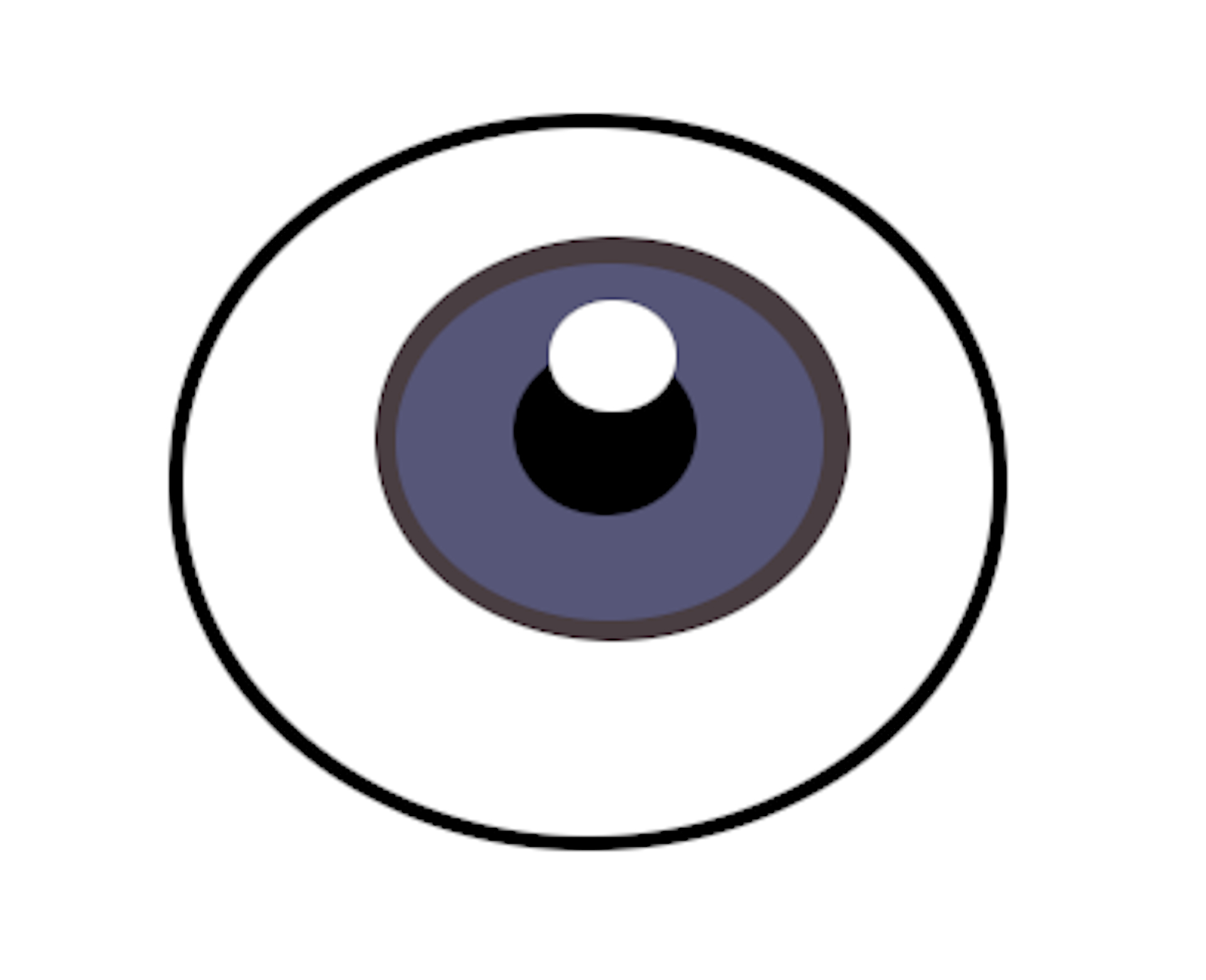
Ojo de Chomp Cadenas

- Super Mario Bros. 3: Hicieron su primera aparición en el Mundo 2-5. Comparados con Mario y Luigi, eran muy pequeños.[3]

- Super Mario World 2: Yoshi's Island: Los Chomps aparecían en diversas fases del juego, normalmente cayendo de arriba abajo, arrastrando al jugador al vacío si te atrapaban. También se mostraban desde la izquierda de la pantalla comiéndose el terreno, obligando a Yoshi a correr para evitarlo. Cuando mordían un terreno duro, sus dientes se rompían y les caía una lágrima del ojo.[4]

- Super Mario 64: Apareció en el primer mundo del juego: Bob-omb Battlefield. Detrás de él hay una estrella encerrada: para conseguirla, se debía aplastar la estaca en la que estaba atado para que se liberara y rompiera la puerta.[5]

- Super Mario RPG: Aparecen por primera vez en la Torre de Booster, siendo mucho más grandes que todos los personajes jugables.[6]

- Paper Mario: Destacan los que moran en las Ruinas del Desierto Seco-Seco junto con el jefe Tutankoopa.

- Super Mario Sunshine: Aparecen pequeños Chomp Cadenas en el primer episodio del nivel Pianta Village . Son conocidos en este juego como Chain Chomplets.[7] En el episodio cuatro del mismo nivel también aparece un Chain Chomp gigante, donde en ambos casos dichos personajes están cubiertos de fuego y son imposibles de agarrar debido a esto, para arreglar este problema Mario debe forzar tanto a los Chain Chomplets como al Chain Chomp gigante a entrar en los diferentes estanques y manantiales que hay en el nivel para que estos puedan apagar el fuego y relajarse.[8]

- Mario Kart: Double Dash!!: En esta versión es el ítem especial de Bebé Mario y Bebé Luigi respectivamente, además de que también es un obstáculo en las pistas de Mario y Luigi.[9]

- Mario Superstar Baseball: Estos aparecen solamente en el palacio de Wario, donde siempre están en los costados esperando a atacar a los jugadores o golpear la pelota. En raras ocasiones los mismos se quedan dormidos mostrando una burbuja, pero si se les golpea o la pelota cae cerca de su sector se despertarán. También tiene su propio minijuego llamado Chain Chomp Sprint, en el cual el personaje debe recoger todos los diamantes que pueda y evitar ser visto por este cuando se despierte.[10]

- Mario Golf: Toadstool Tour: Hace su aparición en el nivel del Castillo de Peach y en el de Bowser. A diferencia de los demás juegos, se encuentra siempre dormido y encadenado en una zona específica en el hoyo de turno. El jugador debe evitar que su pelota caiga en su territorio, ya que de lo contrario despertará y provocará la pérdida de la bola y de 2 turnos. Si la pelota lo golpea directamente mientras duerme, este se despertará furioso y se tornará de color rojo.[11]

- Super Mario Strikers: En esta entrega aparece como ayudante en la mitad del partido. Cuando este es llamado, inmediatamente atacará a todos los miembros del equipo rival, dejándolos aturdidos temporalmente, exceptuando al portero.[12]

- Mario Strikers: Charged Football: Repite la misma función que en su entrega anterior. La única diferencia es que este no solo golpea a los miembros del equipo rival, sino que también a los del jugador.[13]

- Mario Kart DS: Su papel en este juego es secundario. Se muestran en el Jardín de Peach, a modo de mascotas, y también en el Circuito de Luigi de Game Cube.

- Mario Kart Wii: Se encuentra en distintas pistas, como el Circuito de Mario, el Circuito de Mario (Nintendo Gamecube), el Jardín de Peach (Nintendo DS) o en el escenario de batalla llamado ruleta de Chain Chomp.

- Super Mario Galaxy: Solo aparece la cabeza de la cadena, siendo esta de gran tamaño. También hay uno dorado, que debe ser destruido con una Estrella Arcoíris para conseguir una Estrella de Poder.

- New Super Mario Bros.: Aparece en algunos niveles del Mundo 6, atados a un muro color rosa y amarillo.

- New Super Mario Bros. U: Se encuentra en varios mundos del juego. Es la mascota de Iggy Koopa y aparece en la batalla del castillo del Mundo 5. También se puede encontrar en el Mundo 7-2, atado a una estaca que, al igual que en super Mario 64, si la aplastas se liberará.

- Super Mario Galaxy 2: Al igual que su antecesor, en Super Mario Galaxy 2, los Chomp Cadenas también aparecen en algunas galaxias. En una de ellas se puede visitar la Fundición Chomp, donde se crean esos personajes.

- Mario Party 2: Protagoniza un minijuego en el cual está durmiendo, pero al despertar los personajes deben ocultarse dentro de sus barriles para no ser llevados por él.

- Mario Party 3: Protagoniza el minijuego Merry go Chomp, donde los personajes brincan en una rueda de colores que gira y Chomp Cadenas elige a uno para meterlo en su jaula. También protagoniza un minijuego de Shy Guy, junto con otro Chomp Cadenas, pero más pequeño. El objetivo de este es apostar qué Chain Chomp se comerá un pastel más rápido. Otra aparición es en Battle Mode, siendo un aliado. Cobra 6 monedas y tiene 1 de ataque y 2 de vida.

- Mario Party 7: Al pagar a Chomp Cadenas por 1 o 2 dados es posible quitar al oponente una estrella, si se pasa por encima de él.

- Mario Party 9: Aparece en el minijuego de Jefe los Rieles, en el cual se debe subir a una vagoneta que conduce a un cañón para disparar, donde los dorados valen 3 puntos y los de hierro 1.

- Super Mario 3D Land: Aparece en varios niveles de este juego. Es eliminado al hacer un salto bomba sobre la estaca que lo ata.

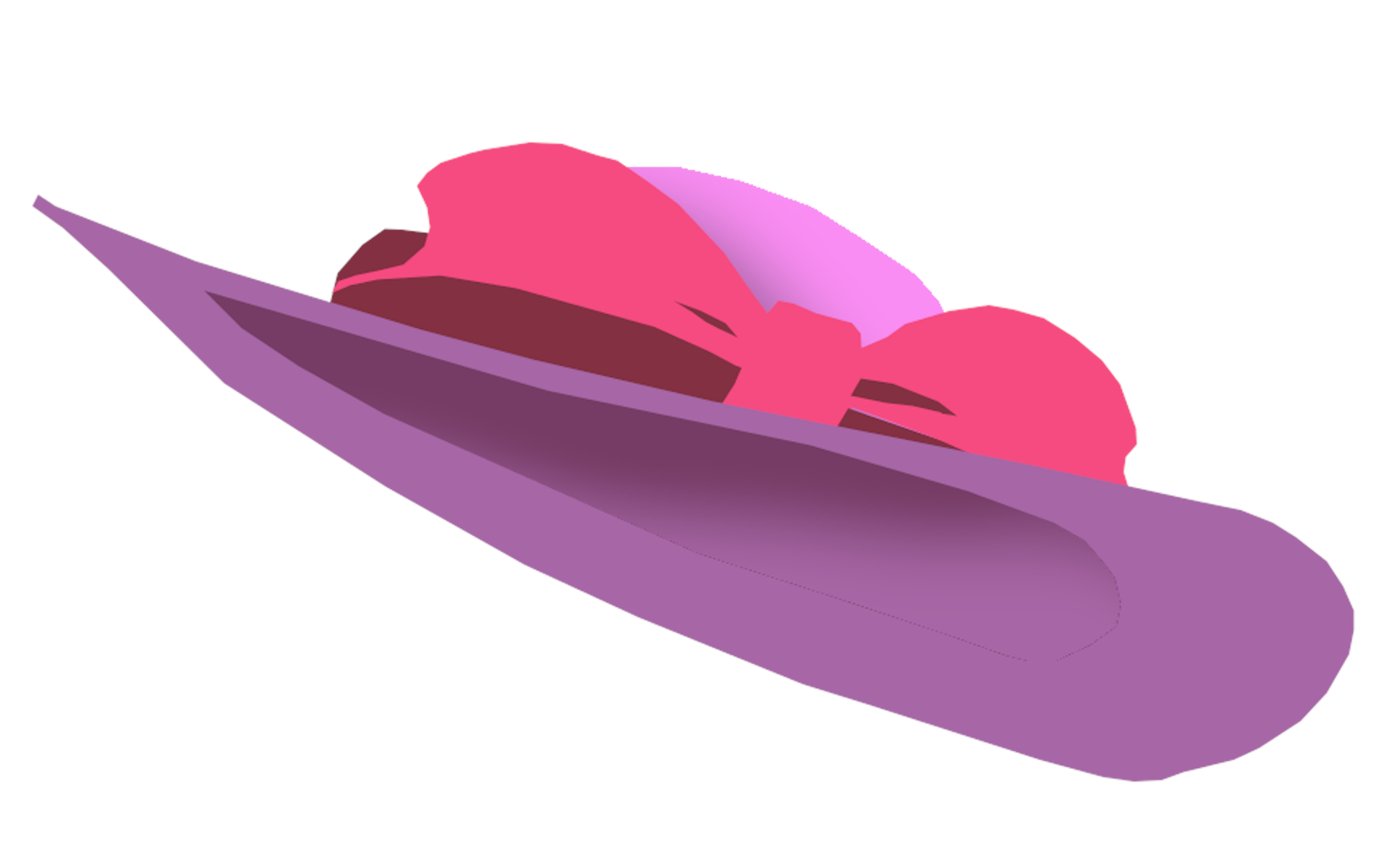
Sombrero del Chomp Cadenas dorado en Super Mario Odyssey. Esta versión del enemigo aparece junto al segundo jefe del juego.

- Super Mario Odyssey: Es un enemigo común en el juego. Destaca como jefe del segundo mundo del juego, el Reino de la Catarata. Este aparece como mascota de Madame Broodal, es de color dorado y cuenta con un sombrero rosa. Al capturarlo con la gorra de Mario, puede usarse para estamparse contra rocas o enemigos.[14]

- Mario Tennis Aces: Por primera vez en la saga es un personaje jugable. Al no tener brazos, sujeta la raqueta con la boca. Se trata de un tenista de clase poderosa.[15]

### Otras apariciones
- The Legend of Zelda: Link's Awakening: Al salir de la casa inicial se pueden ver unos Chomp Cadenas como guardias. En este juego son llamados Bow-Wow, y en un principio iban a ser personajes de Zelda. También hay algunos Chomps en The Legend of Zelda: A Link to the Past.[16]

- Super Smash Bros. para Nintendo 3DS y Wii U: Aparece como un ayudante. Al llamarlo, ataca mordiendo a los jugadores.

- Mario & Sonic en los Juegos Olímpicos London 2012: En esta entrega aparece durante el evento Hípica Fantasía, donde los jugadores deben llevar los huevos de Yoshi en un carruaje y evitar que estos se caigan del mismo. El Chomp Cadenas aparece en el puente de la recta final y empieza a perseguir a los competidores, en un intento por hacer que los huevos se caigan.

- Super Smash Bros. Ultimate: Aparece nuevamente como un ayudante. Repite la misma función que la entrega anterior.